# Liste der Baudenkmale in Vierden
In der Liste der Baudenkmale in Vierden sind alle Baudenkmale der niedersächsischen Gemeinde Vierden aufgelistet. Die Quelle der Baudenkmale ist der Denkmalatlas Niedersachsen. Der Stand der Liste ist der 24. Oktober 2020.

## Allgemein
In den Spalten befinden sich folgende Informationen:
- Lage: die Adresse des Baudenkmales und die geographischen Koordinaten. Kartenansicht, um Koordinaten zu setzen. In der Kartenansicht sind Baudenkmale ohne Koordinaten mit einem roten Marker dargestellt und können in der Karte gesetzt werden. Baudenkmale ohne Bild sind mit einem blauen Marker gekennzeichnet, Baudenkmale mit Bild mit einem grünen Marker.
- Bezeichnung: Bezeichnung des Baudenkmales
- Beschreibung: die Beschreibung des Baudenkmales. Unter § 3 Abs. 2 NDSchG werden Einzeldenkmale und unter § 3 Abs. 3 NDSchG Gruppen baulicher Anlagen und deren Bestandteile ausgewiesen.
- ID: die Objekt-ID des Baudenkmales
- Bild: ein Bild des Baudenkmales, ggf. zusätzlich mit einem Link zu weiteren Fotos des Baudenkmals im Medienarchiv Wikimedia Commons. Wenn man auf das Kamerasymbol klickt, können Fotos zu Baudenkmalen aus dieser Liste hochgeladen werden:

## Vierden

### Einzelbaudenkmale
| Lage                                      | Bezeichnung              | Beschreibung                                                                  | ID       | Bild |
| ----------------------------------------- | ------------------------ | ----------------------------------------------------------------------------- | -------- | ---- |
| Dorfstraße 30 53° 19′ 51″ N, 9° 30′ 33″ O | Wohn-/Wirtschaftsgebäude | Zweiständer-Hallenhaus von 1851 in Fachwerk mit reetgedeckten Krüppelwalmdach | 31032057 | BW   |

## Groß Ippensen

### Einzelbaudenkmale
| Lage                                         | Bezeichnung              | Beschreibung | ID       | Bild |
| -------------------------------------------- | ------------------------ | --- | -------- | ---- |
| Groß Ippensen 12 53° 19′ 47″ N, 9° 28′ 10″ O | Wohn-/Wirtschaftsgebäude | Zweiständer-Hallenhaus vom 19. Jahrhundert in Fachwerk mit reetgedeckten Krüppelwalmdach, mit Anbau von 1910 im Osten als zweigeschossiges Backsteingebäude mit Satteldach | 31032008 | BW   |

## Klein Ippensen

### Ehemaliges Baudenkmal
| Lage                                          | Bezeichnung | Beschreibung | ID       | Bild |
| --------------------------------------------- | ----------- | --- | -------- | ---- |
| Klein Ippensen 13 53° 20′ 28″ N, 9° 27′ 18″ O | Stall       | Im 18. Jahrhundert wurde der Fachwerkstall unter einem reetgedeckten Halbwalmdach errichtet. 1981 wurde das Gebäude zu Wohnzwecken umgebaut. Wegen der Veränderungen wurde das Gebäude 2014 aus dem Denkmalverzeichnis gestrichen. | 31032032 | BW   |